# Cephalaria flava
Cephalaria flava là một loài thực vật có hoa trong họ Kim ngân. Loài này được (Sm.) Szabó mô tả khoa học đầu tiên năm 1925 publ. 1926.